# Елем Климов
Елѐм Гѐрманович Клѝмов (на руски: Элем Германович Климов) е руски режисьор, сценарист и администратор.
Роден е на 9 юли 1933 година в Сталинград в семейството на функционер на Комунистическата партия. През 1957 година завършва авиоинженерство в Московския авиационен институт, а през 1964 година и режисура във Всесъюзния държавен институт по кинематография. Режисира поредица от филми, най-голям успех сред които има последният – военната драма „Иди и виж“ (Иди и смотри, 1985). Негова съпруга е известната съветска и украинска режисьорка Лариса Шепитко. През 1986 година оглавява казионния Съюз на кинематографистите на СССР и играе важна роля в перестройката в този сектор, позволила разпространението на цензурирани в миналото филми и създаването на нови, отклоняващи се от налагания от тоталитарния режим канон.
Елем Климов умира на 26 октомври 2003 година в Москва.

## Избрана филмография
- „Добре дошли, или Вход за външни лица – забранен“ (Добро подаловать, или Постронним вход воспрещён, 1964)
- „Иди и виж“ (Иди и смотри, 1985)